# Гравітас
Gravitas (Classical Latin: [ˈɡrawɪt̪aːs̠]) — одна з давньоримських чеснот що позначала «серйозність». Це також по-різному перекладається як вага, гідність, важливість і означає стриманість і моральну суворість. Це також передає почуття відповідальності та відданості справі.
Поряд з pietas (повага до дисципліни та авторитету), severitas(суворість), gloria, simplicitas (прозорість), integritas(бездоганність), dignitas(гідність) і virtus(мужність), gravitas особливо цінувалася як ідеальна характеристика лідерів. Gravitas і virtus вважаються більш канонічними чеснотами, ніж інші.

## Римська концепція

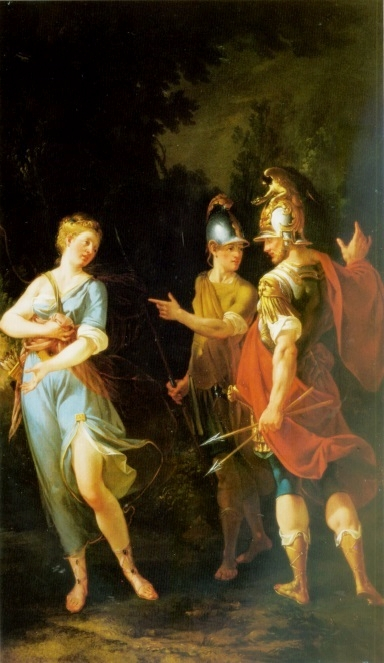
Еней, зображений тут з Венерою, вважався втіленням gravitas, pietas, dignitas і virtus.

Gravitas була однією з чеснот, яка дозволила громадянам, зокрема державним діячам, втілити концепцію romanitas яка позначає, що означає бути римлянами і як римляни підносили себе, яка зрештою перетворилась у національний характер. Багато римських філософів вихваляли constantia (наполегливість, витривалість і мужність), dignitas і gravitas як найважливіші чесноти. Це тому, що це зробило гідних чоловіків здібними. Це додаткові поняття, які супроводжують римські дії. Чоловіки правлячих вищих і середніх класів здобували освіту в системі державних шкіл, де класична мова та література були основними елементами навчальної програми.
Зокрема, гідна і серйозна поведінка дозволила римлянам зберегти стійкий елемент консерватизму та традиціоналізму. За словами римського імператора і філософа Марка Аврелія, культивування багатозначності включає в себе діяння чогось з щирістю і гідністю, і це, як кажуть, досягається, будучи стриманим в своїй манері й мові.  Інші джерела також пов'язують це з суворим способом життя і було однією з моральних основ санкціонованого контролю, який здійснювали римські цензури . Старі державні діячі, які зрозуміли, що вони більше не відповідають стандартам romanitas і не можуть виконувати свою суспільну функцію з гідністю і багатозначністю, накладали на себе руки або просто відмовлялися приймати їжу. Це показує те, як римляни визначали себе та свою честь.
Під час режиму Августа gravitas не входила до чотирьох основних чеснот (virtus, clementia, justitia і pietas), які були введені для встановлення моделі хорошого правителя.

## Присутність греків
Аристотель виділив три основи переконливого спілкування:
1. Логічний аргумент (вміння чітко сформулювати свої думки)
2. Емоції (здатність створювати або контролювати емоції у своїх слухачів)
3. Характер (здатність передати чесність і доброзичливість)

## Сучасні концепції
У британській системі освіти gravitas розглядався як один із стовпів морального становлення англійського джентльмена у вікторіанську та едвардіанську епохи. Частково це походить від поняття аристократичного роду, що вказує на витонченість, хороші манери, а також гідність у зовнішньому вигляді. Британська імперія також виходила з моральної концепції imperium, так що gravitas та інші римські чесноти ідеалізувалися в її імперському суспільстві та в управлінні її пануванням. Наприклад, Індією правили люди, чиє почуття влади було пронизане римськими чеснотами. Концепція imperium також домінувала в колоніальній державній службі. Палата громад Сполученого Королівства також використовує термін «низ», який є консервативним кодексом для gravitas .
Gravitas також використовується в спілкуванні, особливо в мовленні, де він позначає використання наголосу, щоб надати певним словам вагу. Запитання для самоконтролю можуть заспокоїти експресивну поведінку та афективні прояви, а це може передавати те, як людина себе справді почуває.   Питання для самоконтролю можуть включати: чи я залишаюся нейтральним, заважаю напряму або допомагаю своєю участю зробити внесок?